# Obrecht Pyramid
Obrecht Pyramid är en bergstopp i Antarktis. Den ligger i Västantarktis. Argentina, Chile och Storbritannien gör anspråk på området. Toppen på Obrecht Pyramid är 665 meter över havet, eller 157 meter över den omgivande terrängen. Bredden vid basen är 1,7 km.
Terrängen runt Obrecht Pyramid är varierad. Trakten är obefolkad. Det finns inga samhällen i närheten.